# Giorgio Buondelmonti
Giorgio Buondelmonti (zm. po 1453) – despota północnego Epiru od 6 do 26 lutego 1411 roku

## Życiorys
Jego ojcem był Esau Buondelmonti, władca  północnego Epiru w latach 1384–1408, matką zaś jego trzecia żona - Eudokii Balšić. Po śmierci ojca został proklamowany władcą Epiru. Jako, iż był dzieckiem regencję w jego imieniu miała sprawować jego matka. Po 20 dniach jej regencja została obalona. Mieszkańcy Joaniny poddali miasto Karolowi I Tocco, który w ten sposób stał się panem całego Epiru. Giorgio żył jeszcze w 1453 jest bowiem wymieniany w dokumentach raguzańskich. 